# Домбрувка-Стара
Домбрувка-Стара (пол. Dąbrówka Stara) — село в Польщі, у гміні Блендув Груєцького повіту Мазовецького воєводства.
Населення — 182 особи (2011).
У 1975-1998 роках село належало до Радомського воєводства.

## Демографія
Демографічна структура станом на 31 березня 2011 року:
|          | Загалом | Допрацездатний вік | Працездатний вік | Постпрацездатний вік |
| -------- | ------- | ------------------ | ---------------- | -------------------- |
| Чоловіки | 82      | 21                 | 55               | 6                    |
| Жінки    | 100     | 20                 | 59               | 21                   |
| Разом    | 182     | 41                 | 114              | 27                   |